# Regional Municipality of Waterloo
Regional Municipality of Waterloo är en sekundärkommun av typen region i Kanada.   Den ligger i provinsen Ontario, i den sydöstra delen av landet, 400 km sydväst om huvudstaden Ottawa.